# Gerhard Schädlich
Gerhard Schädlich ist ein ehemaliger deutscher Fußballspieler, der für den FC Bayern München in der Oberliga Süd in drei Spielzeiten zum Einsatz kam.

## Karriere
Schädlich gehörte in der Saison 1952/53 als Stürmer dem FC Bayern München an, für den er in der Oberliga Süd, der seinerzeit höchsten deutschen Spielklasse, seine ersten 22 Punktspiele bestritt und in diesen sieben Tore erzielte. Sein Debüt gab er am 24. August 1952 (1. Spieltag) bei der 0:3-Niederlage im Auswärtsspiel gegen den VfR Mannheim; sein erstes Tor erzielte er am 12. Oktober 1952 (7. Spieltag) bei der 1:2-Niederlage im Auswärtsspiel gegen den 1. FC Schweinfurt 05 per Handelfmeter in der 86. Minute. Um ein Tor erfolgreicher war er in der Folgesaison – allerdings in 21 Punktspielen.
In seiner letzten Spielzeit für die Bayern traf er in 17 Punktspielen fünfmal; mit dem ersten und bis heute einmaligen Abstieg in die 2. Oberliga Süd, verließ er den Verein.